# Discolampa thalimar
Discolampa thalimar är en fjärilsart som beskrevs av Hans Fruhstorfer 1922. Discolampa thalimar ingår i släktet Discolampa och familjen juvelvingar. Inga underarter finns listade i Catalogue of Life.